# Калініндорфський єврейський район
Калініндо́рфський євре́йський райо́н — національний район УСРР (згодом — УРСР) із центром у селищі Калініндорф. Перший із утворених у СРСР єврейських національних районів.
Район існував із 1927 до 1958 року. У 1944 році перетворений на звичайний і перейменований на Калінінський.

## Історія
Утворений 1927 року  в межиріччі Інгульця та Дніпра на території Сейдеминухського району, виділеного у межах Херсонської округи у 1926 році. До складу району ввійшли 39 єврейських і 8 неєврейських поселень, які з часом об’єднали у 8 єврейських національних рад, 1 німецьку та кілька українських. Основу району склали 4 єврейські сільськогосподарські колонії Херсонщини з дожовтневим стажем та 22 переселенські висілки, що з’явилися на землях держфонду 1925 року. У складі району перебували Калініндорфська (1931 її населення становило 2 238 осіб), Бобровокутська (831), Фрайлебенська (1157), Молотовська (878), Ерштмайська (1652), Львовська (1549 осіб) єврейські сільські ради. 1928 року євреї становили 85,7 % населення району, німці — 2,6 %, українці — 11,7 %. У районі діяли 4 комітети незаможних селян (569 членів), 17 колективних об’єднань (з яких 3 артілі, 9 машинно-тракторних товариств, 5 товариств спільного обробітку землі), сільгоспкооперація охоплювала 78,7 % господарств, а споживча — 88,8 %. Соціально-економічне обстеження району 1928 показало, що 52,8 % господарств були безкінними, 27,2 % мали одного коня, 19 % — двох, лише 1 % — 3-х і більше. У дожовтневих колоніях на господарство припадало 0,78 корови, 4,8 десятини ріллі, 118 виноградних кущів, 9,4 плодових дерев. Зважаючи на високий рівень розвитку виноградарства та садівництва, керівництво району вважало переважну більшість господарств району середняцькою 73,4 % жителів району становили селяни, 9,1 % — ремісники, 5,6 — робітники й наймити з наділом, 3,5 — службовці, 2,8 — крамарі, 5,6 % — декласовані елементи. Згідно з урядовими планами, район мусив розвиватися як сільськогосподарський багатогалузевий. Завдяки значним капіталовкладенням упродовж першого переселенського року було закладено господарські та культурні підвалини його подальшого розвитку: створено 9 нових шкіл, семирічка з інтернатом для дітей переселенців, 2 медпункти, 2 сельбуди, 2 хати-читальні. Перші кроки розбудови району відбувалися на тлі настороженого ставлення окружних властей та значного підвищення антисемітизму довколишнього українського селянства.
Адміністративний центр колонію Велика Сейдеменуха в 1927 році було перейменовано на Калініндорф, населення якого 1926 року налічувало 1855, а 1930 — 1915 осіб. Тут містилися семирічна школа, лікарня (1 лікар, 10 місць), МТС. На початку 1930-х років район населяли понад 16 тис. осіб (12 916 євреїв, 3 492 українці, 722 німці). 
З вересня 1930 підпорядковувався безпосередньо центральній владі УСРР. На момент реорганізації українських округ щільність населення в районі становила 23,2 особи/км² (і була найнижчою серед нацрайонів), 92,5 % посівів становили зернові, 1,8 % — технічні культури. Попри непоказні відомості про стан сільського господарства, район був передовим за темпами колективізації: у колективні господарства влилося 66,2 % господарів району. Площа району дорівнювала 502 км². Він включав 7 сільрад, які на 1 січня 1930 налічувало 11 657 мешканців, 77,4 % яких становили євреї. За тодішньою класифікацією, район був маломіцним сільськогосподарським: без великої промисловості, малих промислових і ремісничих закладів, за відомостями державних служб, налічувалося 225, де загалом працювали 329 осіб, з яких 27 були найманими працівниками. У районі діяли 40 зернових товариств (2 292 члени), 1 скотарсько-молочарське (325 членів), 8 сільськогосподарських споживчих товариств (5 886 членів), 20 крамниць, 2 комуни, 34 сільгоспартілі (1 942 члени), 6 товариств спільного обробітку землі (42 члени). Радгоспів у районі не було. На 100 осіб дорослого населення припадало 107,3 школярів.
1932 року ввійшов до складу новоутвореної Одеської області. З тодішніх 13 674 мешканців району 11 198 були євреями, 71 % з яких становили нові поселенці. За відомостями на 1 січня 1933 район складався з 1-ї селищної та 13-х сільських рад, де загалом проживали 14 359 осіб. 1935 року район налічував 8 неєврейських і 39 єврейських поселень. 
Згідно з відомостями Одеського обкому КП(б)У район входив до десятки районів з найвищою смертністю від недоїдання. Утім, офіційні документи в розпал голодомору 1932—33 в УСРР заперечували його згубні наслідки в районі, зокрема, у постанові секретаріату ВУЦВК «По доповіді Калініндорфського РВК» від 1 листопада 1933 р. зазначалося, що врожайність у районі порівняно з 1932 підвищилася з 4,2 ц до 8,5, кінське поголів’я зросло на 3,7 %, рогатої худоби — на 2, свиней — на 15 %. Вартість трудодня збільшилася з 1—1,5 кг до 8 кг, а в колгоспах  «Ройтер Октябрь», «Смидович» — перевищила 12 кг. Упродовж голодомору 1932—33 в УСРР і після нього найгострішою проблемою району було незадовільне розгортання переселенської кампанії, що стояло на заваді планам радянської влади з розв’язання «єврейського питання».
Відповідно до постанови ВУЦВК «Про склад нових адміністративних районів Одеської області» від 17 лютого 1935 район збільшив свою територію за рахунок приєднання Ново-Гнеднівської сільради Снігурівського району. Станом на 15 грудня 1935 площа району дорівнювала 860,2 км². Наприкінці серпня 1936 року район укрупнився шляхом приєднання селищ Червоно-Любецьке, Заповіт та Полтавка Мар’янівської сільради Снігурівського району.
У районі діяли Калініндорфський педтехнікум та агрономічний технікум у селі Львове, 46 шкіл (3 середні, 14 неповних середніх, 29  початкових), 7 фельдшерських пунктів, 7 пологових будинків, районна лікарня, 3 стаціонарні та 3 пересувні кіноустановки. У Калініндорфі розміщувався міжрайонний єврейський колгоспний театр. Упродовж 1930—1935 років тут видавалися районні газети «Колвиртемес» (мовою ідиш) і «Колгоспна правда» (українською мовою), а також працював Єврейський колгоспний театр, який у лютому 1939 відсвяткував своє 5-річчя.
У 1937 році район передано новоствореній Миколаївській області. 26—27 грудня 1937 відбулися численні мітинги та урочистий пленум райвиконкому з нагоди десятої річниці від заснування національного району, які засвідчили «торжество ленінської національної політики в УРСР».
За даними 1938 р., площа району зросла до 0,9 тис. км², а кількість сільрад — до 13. У місцевій пресі підносився як взірець втілення програм ВКП(б) із колективізації сільського господарства. 1939 місцеві колгоспи засіяли 42 351 га. У колективних господарствах налічувалося 139 тракторів, 81 комбайн, 56 вантажних автомобілів. Пересічна врожайність дорівнювала 17 ц з 1 га. У середньому на колгосп припадало 3 ферми. 
Попри репресії наприкінці 1930-х рр., жертвами яких стали найвидатніші місцеві діячі (зокрема, секретарі райкому КП(б)У Лезман і Абрам, голова райвиконкому Бабичев, завідувач земельного відділу Сигал, директор МТС Мільштейн, редактор районної газети Мендель), район як національний у законодавчому порядку не ліквідовувався. Протягом 1939—41 років повноцінно функціонував і розвивався як адміністративно-територіальна одиниця. 
Станом на 1 травня 1940 площа району становила 0,9 тис. км². У ньому налічувалося 13 сільрад.
З осені 1941 року перебував у зоні німецько-нацистської окупації. З 15 листопада 1941 у складі Херсонського ґебіта. Внаслідок масових страт у селі Штерндорф (Мала Сейдеменуха) загинуло 667 осіб єврейської національності, у Бобровому Куті — 917, Калінінському (Велика Сейдеменуха) — 1875, Молотовому — 1496, Львовому — 550.
30 березня 1944 року Калініндорфський район перейшов до складу новоутвореної Херсонської області. Після Німецько-радянської війни у статусі національного район не відновлювався, переважну більшість його населення становили українці. 
15 серпня 1944 року район перейменовано на Калінінський.
1958 року район скасовано.